# Parc naturel d'Užava
Le Parc naturel d'Užava (en letton: Užavas dabas parks) est un parc naturel en Lettonie situé en Courlande dans la municipalité de Ventspils.
Le site s'étend sur 14,34 km2 autour du cours inférieur de l'Užava et d'une plaine inondable et poldérisée d'une grande importance écologique située à une dizaine de kilomètres de l'embouchure de la rivière dans la mer Baltique. Lors de la migration printanière, de nombreux oiseaux se rassemblent dans la zone humide.
Ces habitats font l'objet d'une protection depuis 2004. Ils appartiennent au réseau Natura 2000 qui rassemble des sites naturels ou semi-naturels de l'Union européenne ayant une grande valeur patrimoniale.